# Creixenturri
Creixenturri es una entidad de población española del municipio de Camprodón, perteneciente a la provincia de Gerona, en la comunidad autónoma de Cataluña.

## Toponimia
El nombre del lugar puede encontrarse mencionado con las grafías Greixenturri y Creixenturri.

## Historia
A mediados del siglo XIX, el lugar, por entonces perteneciente a Freixanet y compuesto por varias casas diseminadas, tenía contabilizada una población de 33 habitantes. Aparece descrito en el octavo volumen del Diccionario geográfico-estadístico-histórico de España y sus posesiones de Ultramar de Pascual Madoz de la siguiente manera: 

GREIXENTURRI: l. en la prov. y dióc de Gerona (9 leg.), aud. terr., c. g. de Barcelona (16 1/2), part. jud. de Ribas (4), ayunt. de Freixanet. sit. á 1/2 leg. de Camprodon, parte en el valle de igual nombre, y parte en el del Bach; le combaten los vientos del N. y S.: su clima es frio, pero sano; las enfermedades comunes son pulmonias, catarros y reumas. Consta de varias casas diseminadas y 1 igl. parr. (Ntra. Sra. del Remedio), aneja de la de Camprodon, y servida por el párroco de esta. El térm. confina N. Llanas y Camprodon; E. y S. el valle del Bach, y O. San Pablo de Seguries. el terreno es de secano, de regular calidad; contiene varias deh. de particulares pobladas de robles y hayas, y le cruzan algunos arroyos insignificantes. Hay un camino que conduce al valle citado, y en Castellfullit se une á la carretera de Olot á Besalú. El correo se recibe de Camprodon. prod. trigo, centeno, alforfon, maiz y patatas; cria ganado caballar, vacuno y con preferencia el lanar, y caza de perdices, liebres y conejos. pobl.: 6 vec., 33 alm. cap. prod.: 759,200. imp.: 18,980.
(Madoz, 1847, p. 592)

En 2023 la entidad singular de población de Creixenturri tenía empadronados 24 habitantes, todos ellos en diseminado.

## Patrimonio
En el lugar hay una iglesia bajo la advocación de Nuestra Señora de los Remedios.